# Hans-Otto Thomashoff
Hans-Otto Thomashoff (* 1. August 1964 in Köln) ist ein deutscher Psychiater, Psychoanalytiker, Sachbuchautor und Kunsthistoriker.

## Werdegang
Thomashoff ist als Psychoanalytiker und Psychotherapeut in eigener Praxis in Wien tätig und ist Autor von Vorträgen und Veröffentlichungen zur Kunstpsychologie und Psychodynamik künstlerischer Arbeit. Er hat zudem das „Handbuch der Borderline-Störungen“ in die deutsche Sprache übersetzt.
Zudem ist er als freier Schriftsteller und als Ausstellungskurator tätig.

## Mitgliedschaften
Er ist Mitglied der Wiener Psychoanalytischen Vereinigung, Ehrenmitglied der World Psychiatric Association (WPA) und der Präsident der WPA-Sektion Kunst und Psychiatrie.

## Bücher
Sachbücher
- Versuchung des Bösen. So entkommen wir der Aggressionsspirale, Kösel-Verlag, 2009, ISBN 978-3-466-34529-8
- Ich suchte das Glück und fand die Zufriedenheit, Ariston Verlag, Verlagsgruppe Random House, 2014, ISBN 978-3-424-20104-8
- Body Image and Identity in Contemporary Societies: Psychoanalytic, social, cultural and aesthetic perspectives, Taylor & Francis Ltd, 2015, ISBN 978-0-415-74290-0
- Das gelungene Ich: Die vier Säulen der Hirnforschung für ein erfülltes Leben, Ariston Verlag, Verlagsgruppe Random House, 2017, ISBN 978-3-424-20161-1
- Damit aus kleinen Ärschen keine großen werden, Kösel-Verlag, 2018, ISBN 978-3-466-31093-7
- Was ist wirklich wichtig im Leben? So vermitteln Eltern ihren Kindern Werte, Kösel-Verlag, 2021, ISBN 978-3-466-31144-6
- Mehr Hirn in die Politik: Gegen Unzufriedenheit, Polarisierung und Spaltung – Mit den Erkenntnissen der Hirnforschung für eine bessere Politik, Ariston Verlag, Verlagsgruppe Random House, 2021, ISBN 978-3-424-20230-4

Kriminalromane
- Keiner sah den anderen: Inspektor Federers erster Fall, Piper Taschenbuch, 2003, ISBN 978-3-492-23923-3
- Die Notizen des Doktor Freud: Kriminalroman, Deuticke Verlag, 2004, ISBN 978-3-216-30727-9
- Im Wahn gefangen, Gmeiner-Verlag, 2020, ISBN 978-3-8392-2721-3

Hörbücher
- Was ist wirklich wichtig im Leben?, Sprecher Claus Vester, cc-live, München 2021, ISBN 978-3-95616-438-5.
- Damit aus kleinen Ärschen keine großen werden, Sprecher Claus Vester, cc-live, München 2021, ISBN 978-3-95616-437-8.
- Mehr Hirn in die Politik, Sprecher Claus Vester, cc-live, München 2022, ISBN 978-3-95616-490-3.
- Versuchung des Bösen, Sprecher Claus Vester, cc-live, München 2022, ISBN 978-3-95616-495-8.
- Ich suchte das Glück und fand die Zufriedenheit, Sprecher Claus Vester, cc-live, München 2022, ISBN 978-3-95616-493-4.
- Das gelungene Ich, Sprecher Claus Vester, cc-live, München 2022, ISBN 978-3-95616-494-1.